# Calendrier fasciste

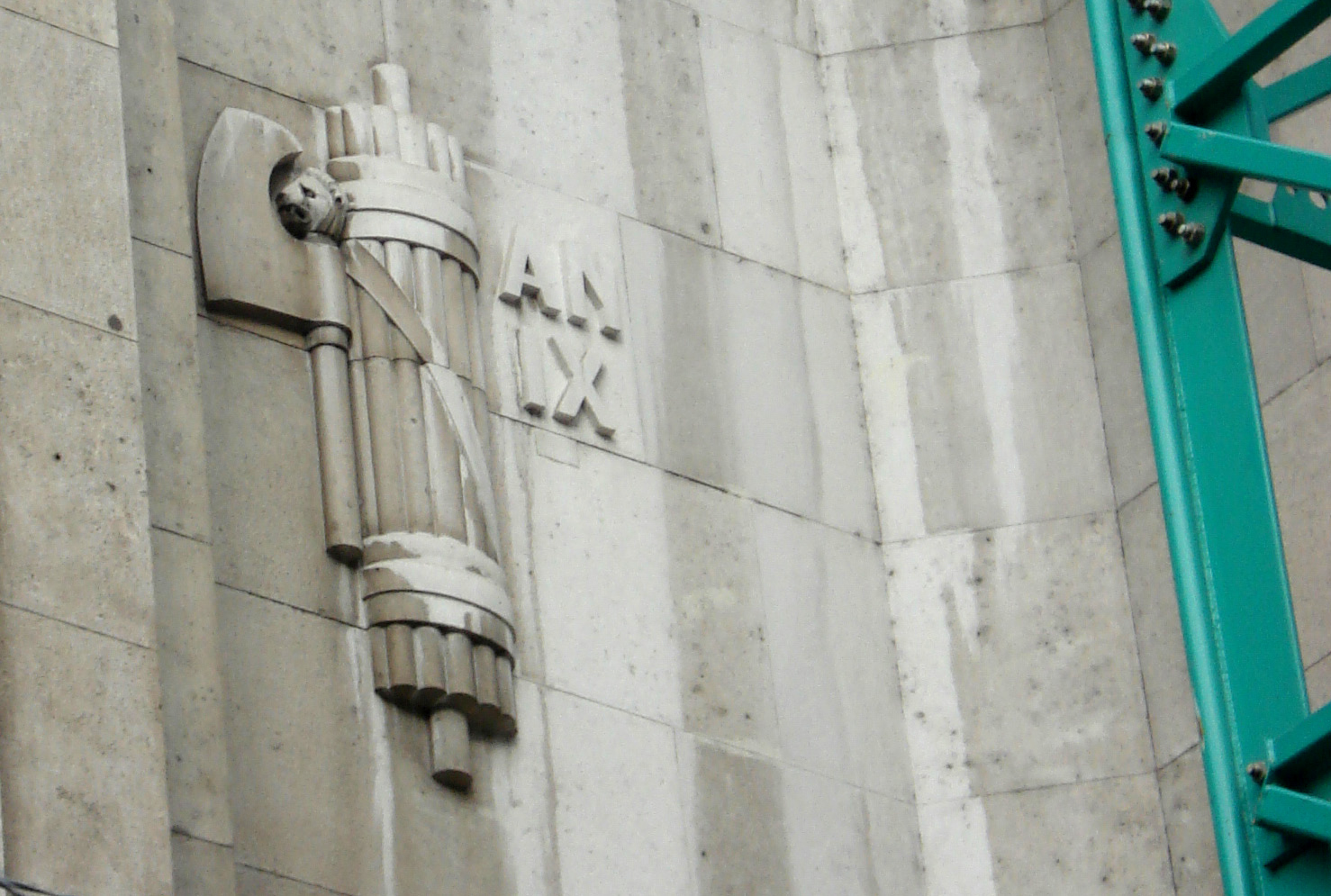
Faisceau sur la façade de la gare centrale de Milan. La date « AN » (du calendrier fasciste) correspond à la période du 29 octobre 1930 au 28 octobre 1931. (Photo prise en 2006.)

Le calendrier fasciste est une adaptation du calendrier grégorien qui en diffère sur deux points, la date de début de l'ère, qui est le 28 octobre 1922, et le premier jour de l'an qui est le 29 octobre.
Par une circulaire en date du 25 décembre 1925, Benito Mussolini décrète l'ère fasciste qu'il fait commencer au 29 octobre 1922, lendemain de la Marche sur Rome, et ordonne à son administration et à ses ministres de dater les documents en mentionnant l'année fasciste en chiffres romains. La mesure sera également appliquée pour dater les bâtiments nouveaux (voir illustration ci-contre) et sera reprise au-delà de l'administration, notamment par les organes de presse. L'année fasciste commence le 29 octobre et s'achève le 28 octobre. L'ère fasciste aura duré formellement du 29 octobre 1922 au 26 avril 1945, effectivement dans toute l'Italie du 29 octobre 1927 au 26 juillet 1943.
La décision est à effet rétroactif et d'application obligatoire à partir du 29 octobre 1927. Probablement dans le souci de ménager les autorités religieuses de l'Église catholique, le régime fasciste conserve l'usage du calendrier grégorien, et les dates sont mentionnées dans les documents administratifs avec les deux années, grégorienne et fasciste. L'année fasciste est diversement notée, tantôt le seul numéro en chiffres romains, tantôt « AN » suivi de l'année, tantôt « Anno » suivi de l'année.
Le calendrier fut une première fois aboli le 26 juillet 1943, au lendemain de la chute de Mussolini puis rétabli dans la partie de l'Italie sous contrôle de la République sociale italienne (la RSI) à partir du 15 septembre 1943, avant d'être définitivement aboli après la chute de la RSI le 25 avril 1945.